# Братиславски край
Братиславският край (на словашки: Bratislavský kraj) е един от 8-те края на Словашката република.
Административен център на окръга е столицата Братислава. Разположен е в западната част на страната. Площта му е 2053 км², а населението е 719 537 души (по преброяване от 2021 г.).

## Административно деление
Братиславският край се състои от 8 окръга (на словашки: okresy):
- окръг Братислава I (Bratislava I)
- окръг Братислава II (Bratislava II)
- окръг Братислава III (Bratislava III)
- окръг Братислава IV (Bratislava IV)
- окръг Братислава V (Bratislava V)
- окръг Малацки (Malacky)
- окръг Пезинок (Pezinok)
- окръг Сенец (Senec)